# Club Deportivo Tricolor Municipal de Paine
El Club Deportivo Tricolor Municipal de Paine, o simplemente Tricolor Municipal o Tricolor De Paine, es un club de fútbol de Chile, con sede en la ciudad de Paine, Región Metropolitana de Santiago. Fue fundado el 16 de marzo de 1910 y actualmente milita en la Tercera División B de Chile.
El equipo juega sus partidos como local en el Estadio Municipal de Paine, con capacidad para 2500 espectadores. Su clásico rival es Lautaro de Buin, con el que disputa el llamado «Clásico del Maipo».

## Historia
El club fue fundado el 16 de marzo de 1910, bajo el nombre de Club Deportivo Bandera, alusión patriótica y que acomodaba a las comunidades campesinas de la zona. Posteriormente modificó su nombre a Tricolor Royal, el 8 de noviembre de 1925, hasta que el 10 de marzo de 1927 se adoptó a Club Deportivo Tricolor Nacional, cuando comenzó a competir en los campeonatos interregionales.

### El primer título regional y nacimiento del mito
En el año 1958 se coronó campeón del Campeonato Regional Central, torneo antecesor de la posteriormente llamada Quinta División en Chile (actual Tercera División B de Chile). Tras este logro, el cuadro de Paine fue invitado a jugar un partido frente al equipo estelar de Colo-Colo, en el Estadio Nacional. Tricolor Nacional se presentó al partido con varias ausencias, por lo que la goleada no se hizo esperar. El inolvidable y abultado marcador fue de 14-0 a favor del cuadro albo, catapultando al club painino a la posterioridad, bajo el estigma de ser «el equipo más malo de Chile», a tal punto llegó el estigma que surgió el dicho popular: «más malo que el Tricolor de Paine».
La historia aún continuaría, cuando en febrero de 1959, Tricolor jugó un partido preliminar al amistoso entre Colo-Colo y Santos FC, frente a los reservas del cacique, siendo nuevamente goleada en contra del conjunto painino, pero esta vez por 8 goles a 2.
En tanto, el 10 de marzo de 1969, cercano a su aniversario 59, modificó su nombre a Club Deportivo Tricolor Municipal, debido al apoyo de la Municipalidad local.

### Tricolor de Paine en Tercera y Cuarta División
Tricolor Municipal de Paine fue uno de los clubes fundadores de la Tercera División, en la primera edición del año 1981. Participó en la categoría hasta 1986, cuando descendió nuevamente a la Cuarta División, tras finalizar último del Grupo Sur.
En el Campeonato Nacional de Cuarta División 1990 consiguió consagrarse campeón, consiguiendo su primer título nacional y con ello ascendiendo directamente a la Tercera División, pero tres años más tarde descendió nuevamente a la cuarta categoría, donde se mantuvo hasta el año 2003, cuando se retiró de la competencia, volviendo a participar únicamente de los torneos de su asociación local, la Asociación de Fútbol de Paine.
Para el 2018 el club painino se postuló nuevamente a la Tercera División B, para poder participar en la categoría tras 16 años. El 28 de diciembre de 2017 fue aceptado por la ANFA, para participar en el campeonato, y días más tarde el club empezó a prepararse para la temporada. Su debut fue contra el cuadro de Brisas del Maipo, ganando los tricolores por un marcador de 2-3. Durante la temporada, «los cóndores» hicieron una campaña estándar, terminando la fase zonal con un total de 33 puntos en la séptima posición, siendo relegado a la Liguilla de Descenso. Durante este proceso, el club logró conseguir buenos resultados, terminando primero en la Liguilla, quedando fuera de todo peligro de descender y quedarse así por una temporada más en la división.
En el Torneo del 2021, el equipo tricolor rozó el ascenso a la Tercera División A, pero fue eliminado en las semifinales de los play-offs por Deportes Quillón (equipo que a la postre, terminó siendo el campeón), tras superar a Gasparín FC y Chimbarongo FC en las instancias previas.

### Invitación a Copa Chile: Eliminados sin jugar
El club participó por primera vez en la Copa Chile, en la edición de 2022,luego que la ANFA le enviara una invitación especial, junto a los demás clubes de la asociación, para participar en el torneo organizado por la ANFP.Aunque, finalmente Tricolor Municipal fue eliminado en la primera fase por secretaría, a manos de Lautaro de Buin, por un marcador de 3-0, debido a que no presentaron un estadio habilitado para el partido, incumpliendo las bases del torneo.

### Estabilidad y nueva clasificación a la Fase Final en Tercera B
«El Tri» nuevamente clasificó a una Fase Final de la categoría, esta vez en la Tercera B 2023, pero no pudo pelear realmente algún cupo para subir de nivel. En una competencia con 34 equipos, Tricolor participó en el Grupo Centro, en el cual acabó en segundo lugar, y clasificó al Octogonal de Ascenso, el cual en plena competencia se convirtió en un Nonagonal, debido a la inclusión de Lota Schwager, sin embargo, posteriormente, el cuadro volvió a tener 8 equipos, a causa del retiro del torneo por parte de Simón Bolívar. En la Liguilla Final, los de la provincia de Maipo finalizaron en el 8° lugar, la última posición, con 11 puntos y 3 triunfos en 14 duelos jugados, con menor diferencia de goles que Provincial Talagante, que también remataron con 11 unidades. Como hecho destacable, además, el delantero de los cóndores Sebastián Torres fue el goleador del campeonato, con 34 anotaciones, y fue premiado como «Mejor Futbolista Amateur» del año por el Círculo de Periodistas Deportivos de Chile.

## Estadio

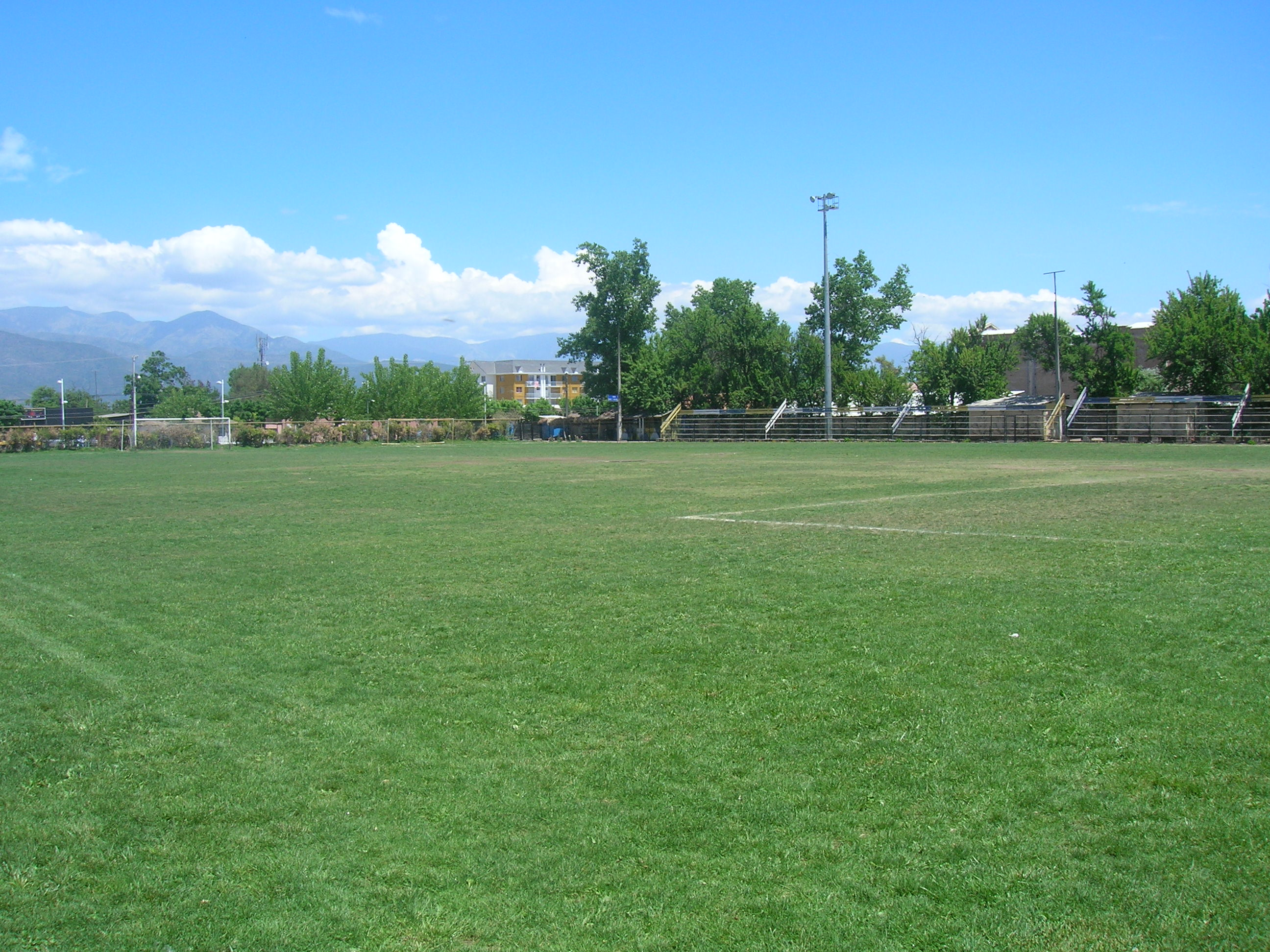
Estadio Municipal de Paine

El club hace de local en el Estadio Municipal de Paine, ubicado en la ciudad de Paine, Provincia de Maipo, Región Metropolitana, Chile. Se ubica en 18 de septiembre 223, fr. San Rafael alt. 500, y fr. Concepción. Contiene pasto natural y cuenta con iluminación artificial. Es usado mayormente para la realización de partidos de fútbol y cuenta con una capacidad para 2500 espectadores.

## Uniforme
- Uniforme titular: Camiseta roja y franjas horizontales en azul y blanco, pantalón azul y medias blancas.
- Uniforme visitante: Camiseta blanca y franjas horizontales en rojo y azul, pantalón rojo y medias blancas.

### Uniforme Titular
| 1958 | 1965-66 | 2010 | 2015 | 2022 | 2023 | 2024 |

### Uniforme Alternativo
| 2022 | 2023 | 2024 |

### Uniforme Tercero
| 2022 | 2022-23 | 2024 |

### Indumentaria
| Período   | Proveedor         |
| --------- | ----------------- |
| 2010-2015 | Topper            |
| 2018-2021 | KS7               |
| 2022      | Wenen             |
| 2022      | New Life Sport    |
| 2023      | JnSports          |
| 2024-     | Deportes Infinity |
| 2024-     | TDeportes         |
| 2024-     | Corur             |

| Período | Auspiciador           |
| ------- | --------------------- |
| 2015    | Multifruta            |
| 2022    | Transportes Labbe     |
| 2023    | El Nuevo Progreso SPA |
| 2024-   | Pan24                 |
| 2024-   | Casas Laguna Aculeo   |
| 2025-   | Agua Purificada Küyen |

## Datos del club
Era de los antiguos torneos amateur (hasta 1980)
- Temporadas en División de Honor Amateur: 8 (1945-1952).
- Temporadas en Regional Zona Central: 25 (1956-1980).

Era ANFA (1981 a la fecha):
- Temporadas en Tercera División A: 9 (1981-1986, 1991-1993).
- Temporadas en Tercera División B: 22 (1987-1990, 1994-2003, 2018-presente).

Por la ANFP:
- Copa Chile: 1 (2022).[18]

## Palmarés

### Títulos locales
- División de Honor de la Asociación de Fútbol Pedro Ibarnegaray (12): 1934, 1936, 1939, 1940, 1941, 1942, 1949, 1951, 1952, 1954, 1955, 1957
- Campeonato de Apertura de la División de Ascenso (1): 1943
- Campeonato de Fútbol Regional de Paine (1): 1958
- Supercopa de Paine (1): 2023

### Títulos nacionales
- Cuarta División de Chile (1): 1990.[19]